# Szőce
Szőce is een plaats (község) en gemeente in het Hongaarse comitaat Vas. Szőce telt 424 inwoners (2001).